# Karloman (sin Karla II.)
Karloman (fra. Carloman; 848. – o. 877.) bio je franački plemić rođen u kraljevskoj obitelji Zapadne Franačke.
Bio je sin kralja Karla II. Ćelavog i njegove prve supruge, kraljice Ermentrude; brat Luja II. i Karla Djeteta; najmlađi sin svojih roditelja. 
Dok je još bio dijete, godine 854., Karlomanu je bilo namijenjeno od strane njegova oca da postane crkveni velikodostojnik. Tutor mu je bio opat zvan Wulfad. 860. godine Karloman je postao đakon te je uskoro dobio kontrolu nad opatijama Saint-Médard de Soissons, Saint-Amand, Saint-Riquier i Saint-Arnould.
Nakon smrti svoje biološke braće Lotra Hromog i Karla Djeteta, Karloman je postao ljubomoran na svog starijeg brata Luja koji je bio krunski princ te je okupio sljedbenike; ipak, uhićen je i osuđen te zatočen u Senlisu.
Papa Hadrijan II. pokušao je učiniti nešto glede zatočeništva Karlomana, ali nije uspio. Karloman je pobjegao u Flandriju, gdje je čak okupio malu vojsku. 873. je ponovno osuđen i ovaj je put oslijepljen, ali je uspio pobjeći u Istočnu Franačku gdje mu je zaštitu pružio polustric, Ludvig Njemački te je tamo i umro oko god. 877.